# Sterke-Nils
Sterke-Nils (« Nils le fort ») est un homme né à Brunkeberg, Kviteseid, dans la région norvégienne de Telemark en 1720.
La légende du village dit que Nils aurait porté le rocher qui se trouve actuellement hors de l'église de Seljord et qui pèse 570 kilos.